# Magnolia amoena
Magnolia amoena är en magnoliaväxtart som beskrevs av Wan Chun Cheng. Magnolia amoena ingår i släktet Magnolia och familjen magnoliaväxter. Inga underarter finns listade i Catalogue of Life.